# Poisson d'avril
Poisson d'avril è un film del 1954 diretto da Gilles Grangier.